# Habronattus gigas
Habronattus gigas es una especie de araña saltadora del género Habronattus, familia Salticidae. Fue descrita científicamente por Griswold en 1987.
Habita en México.